# Liste der Bodendenkmäler in Wolfsegg (Oberpfalz)
Auf dieser Seite sind die Bodendenkmäler in der Oberpfälzer Gemeinde Wolfsegg zusammengestellt. Diese Tabelle ist eine Teilliste der Liste der Bodendenkmäler in Bayern. Grundlage ist die Bayerische Denkmalliste, die auf Basis des Bayerischen Denkmalschutzgesetzes vom 1. Oktober 1973 erstmals erstellt wurde und seither durch das Bayerische Landesamt für Denkmalpflege geführt wird. Die folgenden Angaben ersetzen nicht die rechtsverbindliche Auskunft der Denkmalschutzbehörde.

## Bodendenkmäler der Gemeinde Wolfsegg

### Bodendenkmäler in der Gemarkung Schwaighauser Forst
| Lage                           | Objekt | Akten-Nr.     | Bild                       |
| ------------------------------ | --- | ------------- | -------------------------- |
| Schwaighauser Forst (Standort) | Höhle Dürrloch (G 1) mit Funden der Stichbandkeramik/Gruppe Oberlauterbach, der Münchshöfener Kultur, der frühen und mittleren Bronzezeit, der Urnenfelderzeit, der Hallstattzeit und des frühen Mittelalters sowie menschlichen Skelettresten. | D-3-6837-0044 | Bodendenkmal D-3-6837-0044 |
| Schwaighauser Forst (Standort) | Vorgeschichtlicher Bestattungsplatz mit Grabhügeln. | D-3-6837-0045 |                            |
| Schwaighauser Forst (Standort) | Vorgeschichtlicher Bestattungsplatz mit Grabhügeln. | D-3-6837-0046 |                            |
| Schwaighauser Forst (Standort) | Vorgeschichtlicher Bestattungsplatz mit Grabhügel. | D-3-6837-0190 |                            |
| Schwaighauser Forst (Standort) | Vorgeschichtlicher Bestattungsplatz mit Grabhügel. | D-3-6838-0017 |                            |
| Schwaighauser Forst (Standort) | Vorgeschichtlicher Bestattungsplatz mit Grabhügel. | D-3-6838-0020 |                            |
| Schwaighauser Forst (Standort) | Vorgeschichtlicher Bestattungsplatz mit Grabhügeln. | D-3-6938-0018 |                            |
| Schwaighauser Forst (Standort) | Vorgeschichtlicher Bestattungsplatz mit Grabhügeln. | D-3-6938-0019 |                            |
| Schwaighauser Forst (Standort) | Vorgeschichtlicher Bestattungsplatz mit Grabhügeln. | D-3-6938-0020 |                            |

### Bodendenkmäler in der Gemarkung Wolfsegg
| Lage                | Objekt | Akten-Nr.     | Bild |
| ------------------- | --- | ------------- | ---- |
| Wolfsegg (Standort) | Archäologische Befunde im Bereich der Burg Wolfsegg und der zugehörigen Kapelle St. Laurentius.                               | D-3-6837-0041 |      |
| Wolfsegg (Standort) | Bestattungsplatz der Frühlatènezeit mit verebneten Grabhügeln.                                                                | D-3-6837-0042 |      |
| Wolfsegg (Standort) | Vorgeschichtlicher Bestattungsplatz mit Grabhügeln.                                                                           | D-3-6837-0043 |      |
| Wolfsegg (Standort) | Burghöhle Wolfsegg mit mittelalterlichen Funden.                                                                              | D-3-6837-0217 |      |
| Wolfsegg (Standort) | Vorgeschichtlicher Bestattungsplatz mit Grabhügeln.                                                                           | D-3-6937-0033 |      |
| Wolfsegg (Standort) | Vorgeschichtlicher Bestattungsplatz mit Grabhügeln.                                                                           | D-3-6937-0034 |      |
| Wolfsegg (Standort) | Vorgeschichtlicher Bestattungsplatz mit Grabhügel.                                                                            | D-3-6937-0035 |      |
| Wolfsegg (Standort) | Vorgeschichtlicher Bestattungsplatz mit Grabhügeln.                                                                           | D-3-6937-0054 |      |
| Wolfsegg (Standort) | Archäologische Befunde des Mittelalters und der frühen Neuzeit im Bereich der katholischen Filialkirche St. Leonhard in Wall. | D-3-6937-0206 |      |